# Ć
Ć (gemenform: ć) är den latinska bokstaven C med en accent över. Den används vanligen för tonlös alveolopalatal affrikata ([t̠͡ɕ]) och förekommer bland annat i polska, kroatiska, serbiska, bosniska och sorbiska. Motsvarigheten i det serbiska kyrilliska alfabetet är Ћ.
Unicode är U+0106 för Ć och U+0107 för ć.